# Манчкин (порода кошек)
Манчкин — порода кошек, характеризующаяся очень короткими лапками, что вызвано генетической мутацией. По сравнению со многими другими породами кошек, это относительно новая порода, впервые зарегистрированная в 1940-х годах  и официально признанная в 1991 году. Манчкин считается изначальной породой карликовых кошек .
Множество споров разгорелось вокруг породы, когда она была признана Международной ассоциацией кошек (TICA) в 1997 году. Тогда критики высказывали обеспокоенность по поводу потенциальных проблем со здоровьем и подвижностью. Многие ассоциации породистых кошек по всему миру отказались признавать манчкинов из-за небезопасности подобной породы и проблем со здоровьем, включая Управляющий совет любителей кошек (GCCF). Разведение манчкинов запрещено законом в нескольких странах из-за этих генетических проблем со здоровьем .
Название породы заимствовано из книги Фрэнка Баума «Волшебник из страны Оз», где волшебную страну населял народ с малым ростом — манчкины (жевуны).

## История

### Создание породы
Коротколапые кошки были задокументированы несколько раз по всему миру начиная с 1940-х годов. В британском ветеринарном отчете 1944 года отмечены четыре поколения коротколапых кошек, которые были похожи на обычных кошек, за исключением длины лап. Эта линия исчезла во время Второй мировой войны, но другие коротколапые кошки были замечены в России в 1956 году и в Соединенных Штатах в 1970-х годах.
В 1983 году Сандра Хохенедель, учительница музыки в Рэйвилле, штат Луизиана, нашла двух беременных кошек, за которыми гналась собака. Она оставила себе одну из кошек и назвала ее Блэкберри, и половина ее котят родилась коротколапыми. Хохенедель отдала коротколапого котенка мужского пола из одного из пометов Блэкберри своей подруге, Кей ЛаФранс из Монро, штат Луизиана, и назвала котенка Тулуз. Именно от помета Блэкберри и Тулуз произошла современная порода манчкин.

### Регистрация породы
Кошка породы манчкин была впервые представлена широкой публике в 1991 году на национальной телевизионной выставке кошек, организованной Международной ассоциацией кошек (TICA) в Дэвисе (Оклахома). Однако в то время порода не была официально признана. Критики предсказывали, что у породы появятся проблемы со спиной, тазобедренными суставами и лапами, похожие на те, которые имеют некоторым таксы. В течение многих лет порода манчкин не принималась на соревнованиях по разведению кошек из-за споров относительно здоровья породы. Сольвейг Пфлюгер, судья выставок, генетик и председатель комитета по генетике TICA, была ярым сторонником официального признания породы. Пфлюгер сама была заводчиком кошек породы манчкин, изначально получив двух кошек из Хохенеделя. Среди множества споров порода манчкин была предложена в качестве новой породы заводчиками-основателями Лори Бобскилл и Робертом Бобскиллом из Массачусетса и принята TICA в новую программу развития породы в сентябре 1994 года. Опытный судья выставок Кэтрин Кроуфорд подала в отставку в знак протеста, назвав породу оскорблением этических принципов заводчиков. Порода манчкин получила статус чемпиона TICA в мае 2003 года.
В настоящее время единственными регистраторами, которые полностью признают породу, являются Международная ассоциация кошек (TICA), Southern Africa Cat Council (SACC), Australian Cat Federation (ACF), World Cat Federation (WCF) и Catz Incorporated (Новая Зеландия).
Среди заводчиков породистых кошек существуют разногласия относительно того, какие генетические мутации являются аномальными и потенциально неблагоприятными для кошки. Кэти Лисник, директор по защите и политике кошек в Обществе защиты животных Соединённых Штатов, сказала: «Разведение животных с гипертрофированными физическими характеристиками, особенно когда это ставит под угрозу общее здоровье, безответственно». Несколько регистраторов пород кошек не признают манчкина: Международная федерация кошек (FIF), которая отказывается признавать то, что считают породой, основанной на «генетическом заболевании», ахондроплазии . Управляющий совет любителей кошек (GCCF) также отказывается признавать породу, считая эту породу и другие подобные ей «неприемлемыми», поскольку они основаны на «ненормальном строении или развитии». Порода также не признана Ассоциацией любителей кошек (CFA) 

## Забота о благополучии породы

### Запрет на разведение
Некоторые страны и территории запретили разведение манчкинов, включая Нидерланды (2014 г.), где запрещено разведение всех животных с генетическими дефектами и Викторию (Австралия).
Правительство Австралийской столичной территории (территория Австралии) считает породу манчкин «уродливыми животными», а преднамеренное их разведение «неприемлемым» из-за «генетических проблем со здоровьем, связанных с таким разведением».
Помеси манчкинов, такие как бамбино, также подвергаются законодательным ограничениям.

## Характеристика породы
Некоторые источники утверждают, что короткие лапы не мешают манчикан бегать и прыгать, в то время как другие утверждают, что их способность прыгать ограничена из-за коротких лап .
Манчкин имеет схожие характеристики с обычными домашними кошками из-за их частого использования в аутбридинге. Это кошка небольшого или среднего размера с умеренным типом телосложения и плюшевой шерстью средней длинны. Самцы манчкина обычно весят от 2,7 до 4,1 кг и крупнее самок, которые обычно весят от 1,8 до 3,6 кг. Задние лапы могут быть немного длиннее передних, что создает небольшой подъем от плеча к крестцу. Лапы манчкина могут быть слегка изогнуты, хотя чрезмерное искривление является дисквалификацией на выставочном ринге. Коровий постав ног также является причиной для дисквалификации.
Манчкины имеют различные окрасы и рисунки шерсти. Они также бывают длинношерстными и представлены в отдельной категории Манчкин Длинношерстный. Короткошерстный манчкин имеет средней длинны плюшевую шерсть, а длинношерстный — полудлинную шелковистую шерсть.  Правила TICA для аутбридинга разрешают использовать любую домашнюю кошку, которая еще не принадлежит к признанной породе. Сходство с другими породами является основанием для дисквалификации. Нестандартные манчкины не допускаются к выставкам.
В 2014 году Лилипут, кошка породы манчкин из Напы, Калифорния, была признана Книгой рекордов Гиннесса самой низкорослой из ныне живущих кошек в мире. Ее рост составляет 133 мм.

## Здоровье
Не совсем известно, как мутация влияет на здоровье породы. Будучи официально представлена только в 1991 году, порода все еще считается молодой. Были ранние предположения, что у манчкина могут развиться проблемы со позвоночником, которые обычно наблюдаются у коротконогих пород собак.
Генетическая мутация, вызывающая признак коротконогости у манчкинов, называется ахондроплазией, генной болезнью, которая приводит к карликовости и обычно связано с увеличенной головой и короткими лапами, но также может вызывать недостаточное развитие челюсти, слишком большие суставы, искривленный позвоночник и кривые лапы или вывернутые наружу колени. Это состояние иногда называют гипохондроплазией или псевдоахондроплазией.
Однако, по-видимому, у породы манчкин чаще встречаются два состояния: лордоз и воронкообразная деформация грудной клетки. Оба состояния часто наблюдаются у людей с псевдоахондроплазией.
Известно, что кошки породы манчкин подвержены более высокому риску (чем другие породы кошек) тяжелого остеоартрита, поскольку более короткие конечности влияют на их уровень активности и поведение. Для диагностики остеоартрита и оценки его тяжести у кошки может потребоваться рентгенография.

## Манчкин в генах других коротколапых пород
Популярность манчкина привела к скрещиванию манчкина с другими породами в попытке создать новые производные породы, большинство из которых не признаны ни одним крупным реестром. Некоторые экспериментальные помеси (все они карликовые кошки) включают в себя:
- Бамбино, почти безволосый карликовый кот, полученный от скрещивания пород манчкин и сфинкс. Признан Реестром редких и экзотических кошек (REFR).[34] В 2019 году Управление по безопасности пищевых продуктов и потребительских товаров Нидерландов приказало паре прекратить разведение бамбино из-за проблем со здоровьем животных[35].
- Двельф, помесь манчкина, сфинкса и американского керла, с определяющими чертами всех трех пород: короткими лапами, отсутствием шерсти и закрученными ушами. Признана REFR.[36]
- Генетта, помесь пород манчкин с бенгальской и иногда Оцикет, с пятнистой, полосатой или мраморной шерстью. Признана REFR.[36]
- Кинкалоу, помесь манчкина и американского керла, с короткими лапами и закрученными ушами. Признана REFR.[36]
- Ламбкин (или Нанус Рекс), помесь Манчкина и Селкирка Рекса, с короткими лапами и вьющейся шерстью. Признана REFR.[37]
- Минскин, порода, выведенная на основе манчкинов, бурмы, сфинксов и девон-рексов, с короткими лапами, отсутствующей или очень короткой шерстью и колорпойнтовым окрасом. Признана REFR.[36] и предварительно Международной ассоциацией кошек (TICA) с 2018 года.[38]
- Менуэт (или Наполеон), помесь манчкина и перса (или иногда гималайской или экзотической короткошерстной кошки), с короткими лапами и брахицефалией. Длина шерсти и окраска зависят от родословной. Это полностью признанная порода TICA (экспериментально с 2001 года). REFR называет данную породу Наполеон[39].
- Скукум (или ЛаМерм), помесь манчкина и лаперма, с короткими лапами и курчавой шерстью. Признана REFR.[37]

## Галерея

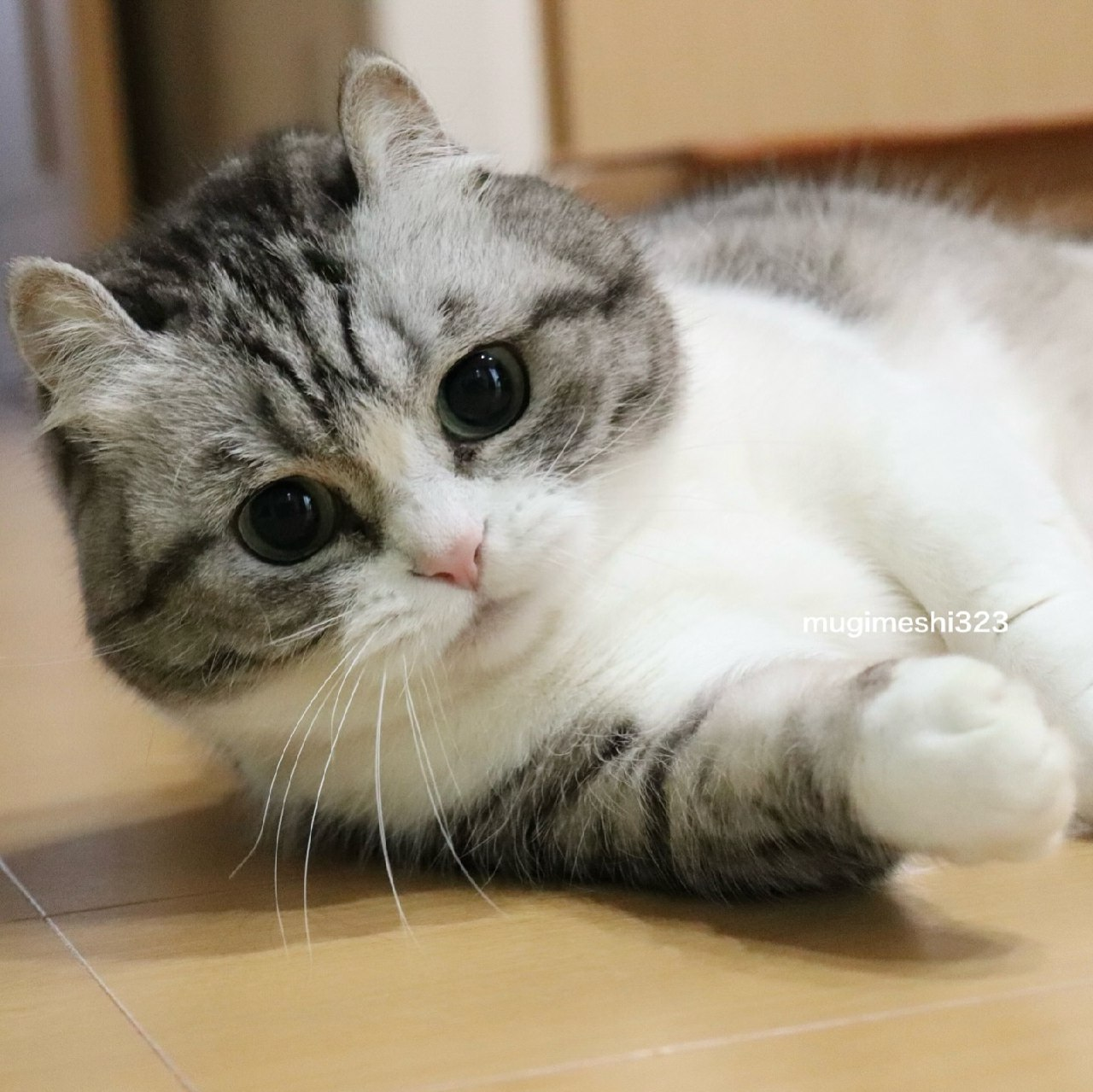
Кошка Комару
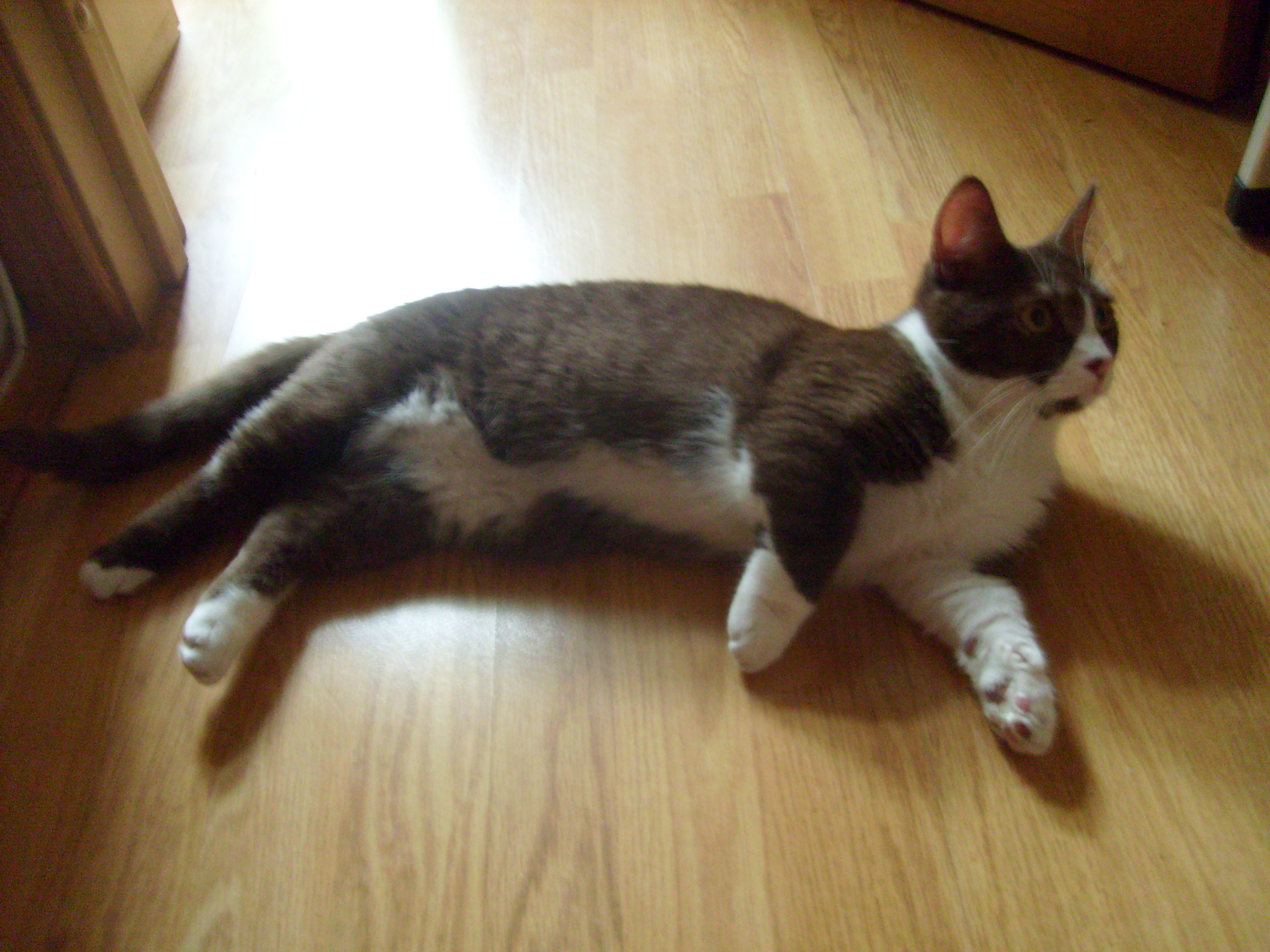
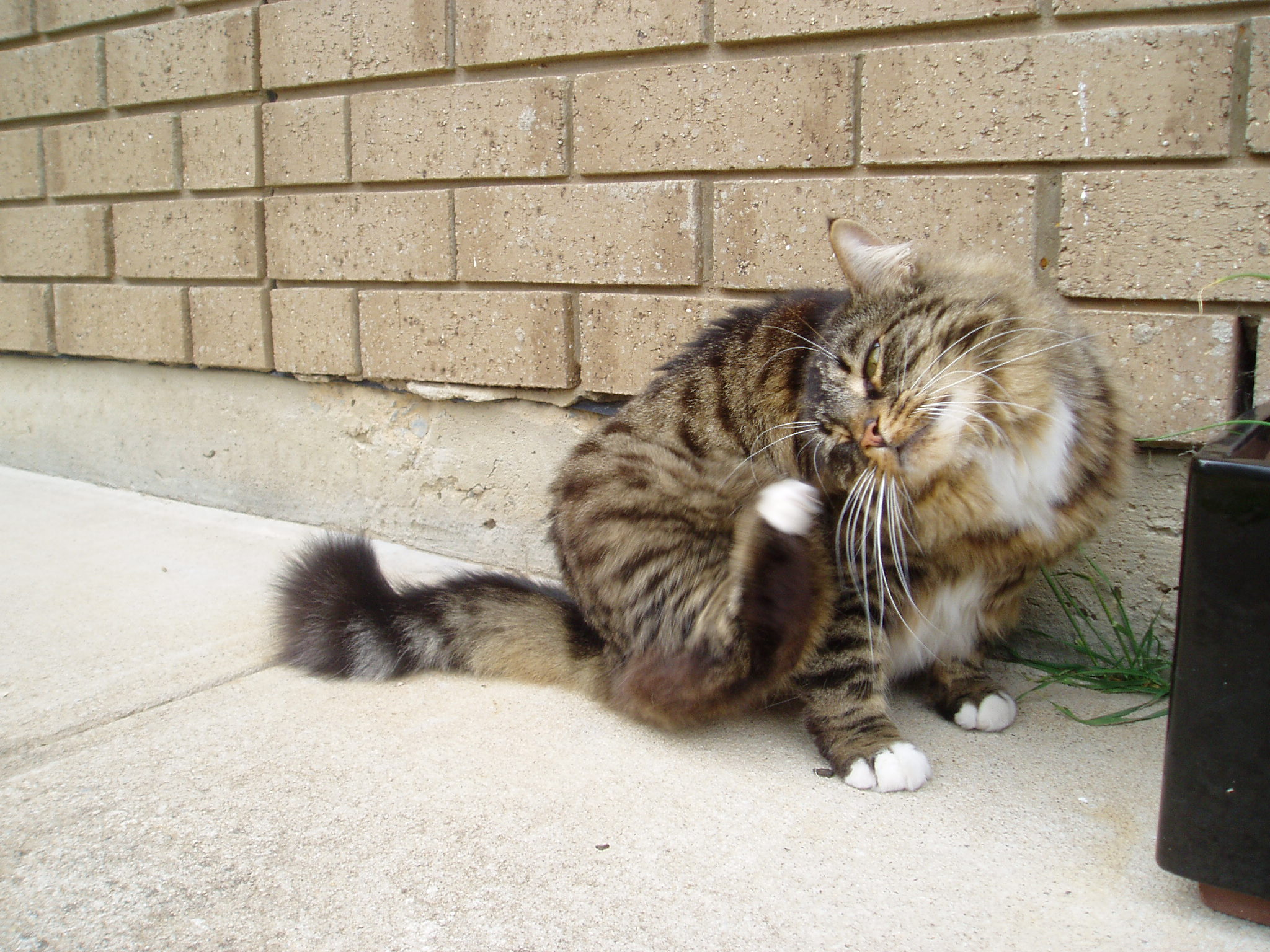
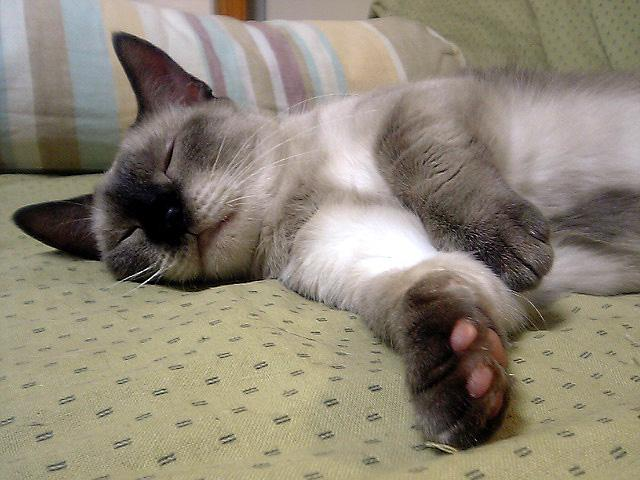
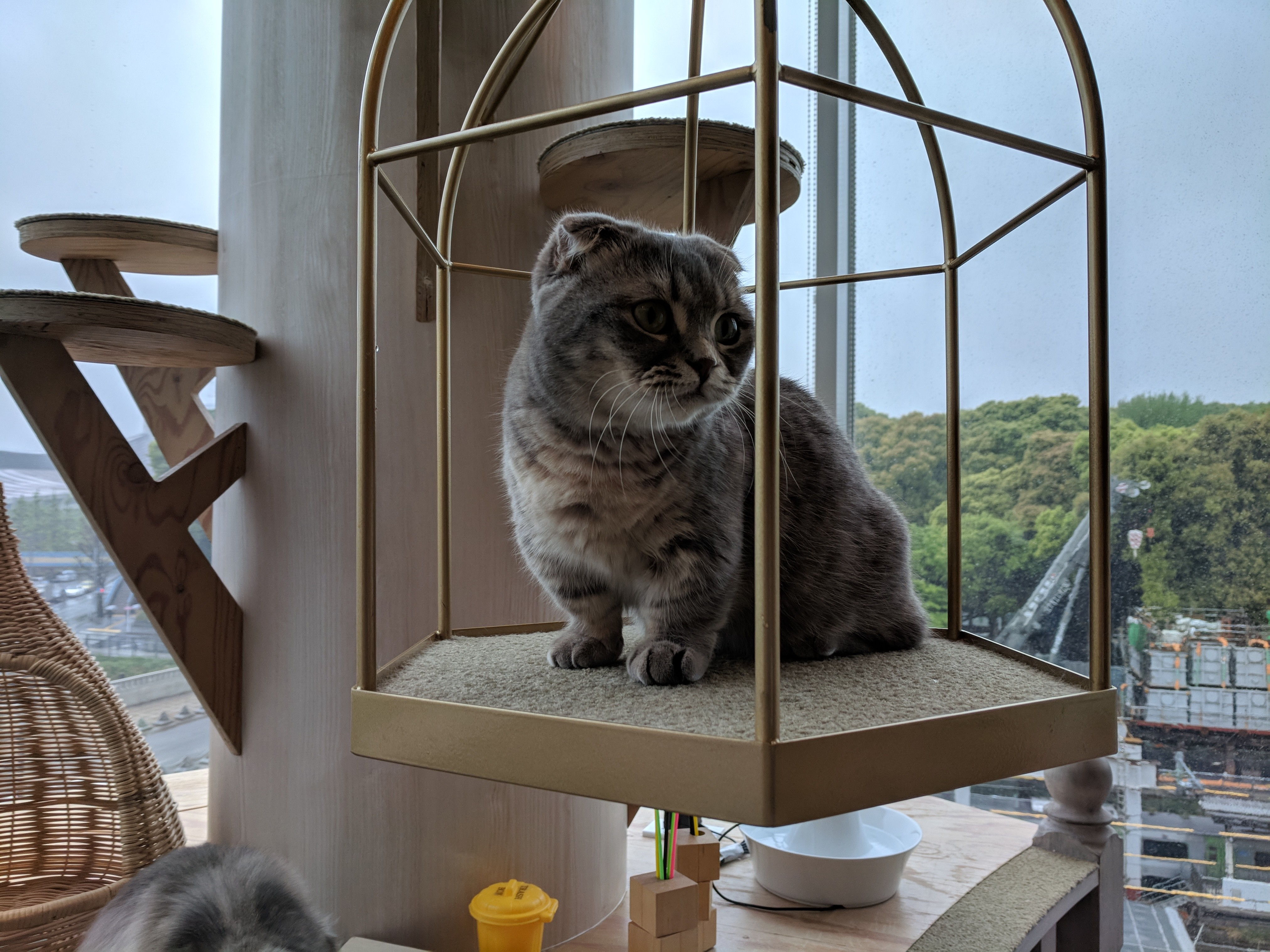